# Moldoustium baltiensis
Moldoustium baltiensis este o specie de acarian descrisă în 2008. Este singura specie din genul Moldoustium.

## Etimologie
Genul, Moldoustium, a fost numit după denumirea țării în care fusese descoperit - Republica Moldova - și sufixul „ustium” preluat de la un alt gen de acarieni asemănători - Balaustium. Numele speciei, M. baltiensis, provine toponimicul Bălți.

## Descriere
Gnatosoma este înguste cu sau fără galele. Palpii posedă gheare tibiale fără dinte mediana. Ochii sunt prezenți. Lungimea idiosomei este de două ori mai mare decât lățimea, fiind acoperită cu 45 - 52 de perișori. Perișori aplasați pe marginea posterioară a opistosomei sunt mai lungi decât celelalte. Picioarele, asemena, prezintă perișori iar pe partea apicală sunt 3 gheare simple.

## Răspândire
Primul exemplar al acestei specii a fost descoperit în municipiul Bălți (Republica Moldova), ulteriorul au fost înregistrați în raionul Orhei și în regiunea Zaporojie (Ucraina).